# Regulation of Railways Act 1889
O Regulation of Railways Act 1889 (52 & 53 Vict. C.57), foi um ato do Parlamento do Reino Unido, promulgado na sequência do desastre ferroviário de Armagh.